# ZNF346
ZNF346 (англ. Zinc finger protein 346) – білок, який кодується однойменним геном, розташованим у людей на короткому плечі 5-ї хромосоми. Довжина поліпептидного ланцюга білка становить 294 амінокислот, а молекулярна маса — 32 933.
| 10         |  | 20         |  | 30         |  | 40         |  | 50         |
| ---------- |  | ---------- |  | ---------- |  | ---------- |  | ---------- |
| MEYPAPATVQ |  | AADGGAAGPY |  | SSSELLEGQE |  | PDGVRFDRER |  | ARRLWEAVSG |
| AQPVGREEVE |  | HMIQKNQCLF |  | TNTQCKVCCA |  | LLISESQKLA |  | HYQSKKHANK |
| VKRYLAIHGM |  | ETLKGETKKL |  | DSDQKSSRSK |  | DKNQCCPICN |  | MTFSSPVVAQ |
| SHYLGKTHAK |  | NLKLKQQSTK |  | VEALHQNREM |  | IDPDKFCSLC |  | HATFNDPVMA |
| QQHYVGKKHR |  | KQETKLKLMA |  | RYGRLADPAV |  | TDFPAGKGYP |  | CKTCKIVLNS |
| IEQYQAHVSG |  | FKHKNQSPKT |  | VASSLGQIPM |  | QRQPIQKDST |  | TLED       |

A: Аланін

C: Цистеїн

D: Аспарагінова кислота

E: Глутамінова кислота

F: Фенілаланін

G: Гліцин

H: Гістидин

I: Ізолейцин

K: Лізин

L: Лейцин

M: Метіонін

N: Аспарагін

P: Пролін

Q: Глутамін

R: Аргінін

S: Серин

T: Треонін

V: Валін

W: Триптофан

Задіяний у таких біологічних процесах, як ацетилювання, альтернативний сплайсинг. 
Білок має сайт для зв'язування з іонами металів, іоном цинку, РНК. 
Локалізований у цитоплазмі, ядрі.